# تاراپوتو
تاراپوتو (به اسپانیایی: Tarapoto) یک شهر در پرو است که در San Martín Province واقع شده‌است.

## خصوصیات
تاراپوتو ۳۵۶ متر بالاتر از سطح دریا واقع شده‌است.

## خواهرخوانده
شهرهای ایکیتوس، پوکایپا، مانائوس، مدلین، گویانیا و بلم خواهرخوانده‌های تاراپوتو هستند.